# Thierry Vermeulen

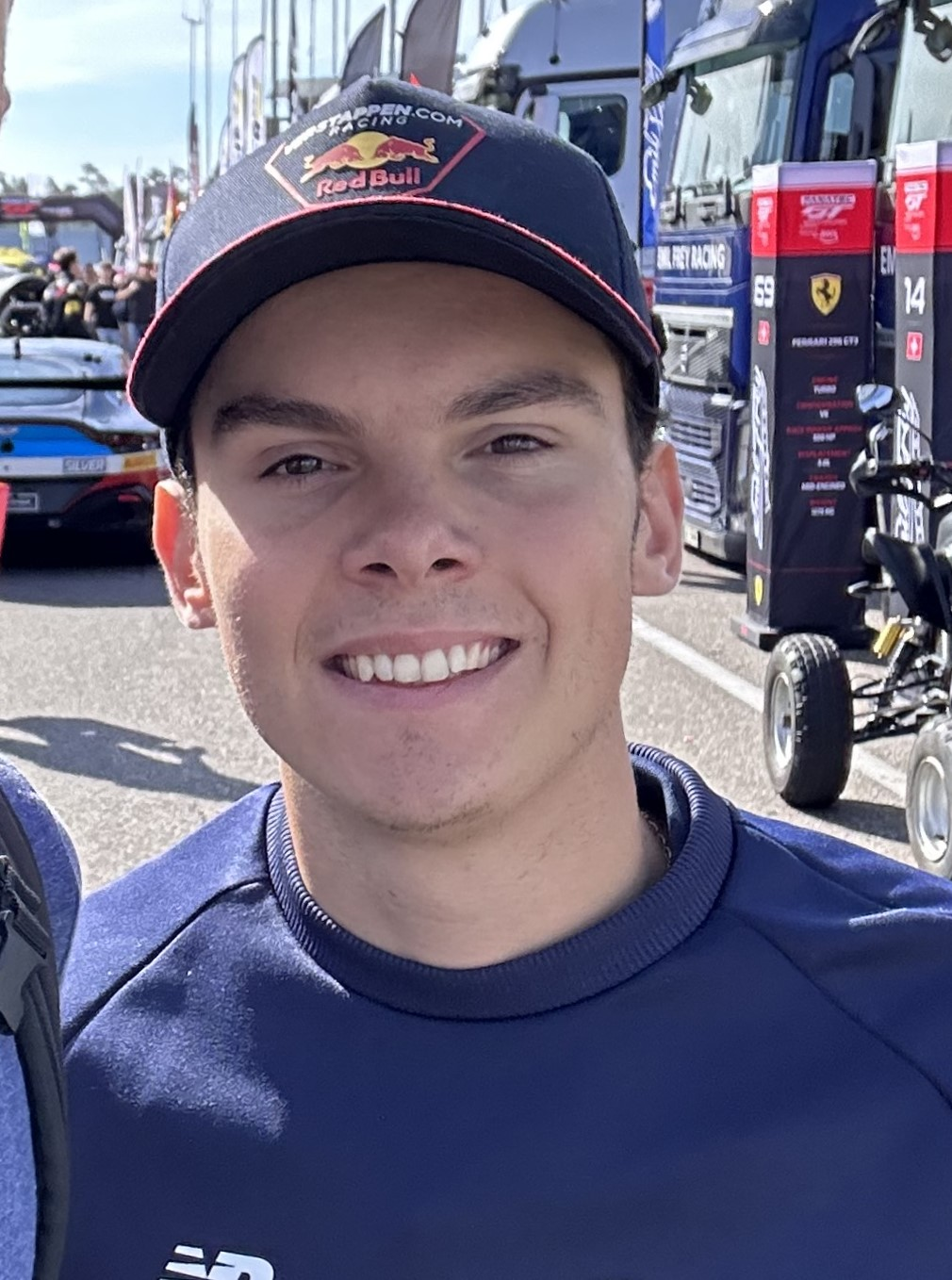
Vermeulen in 2023

Thierry Vermeulen (Venlo, 29 juli 2002) is een Nederlands autocoureur. Hij is de zoon van Raymond Vermeulen, manager van Formule 1-wereldkampioen Max Verstappen en voormalig manager van zijn vader Jos Verstappen.

## Carrière

### 2014 - 2017
Vermeulen begon zijn autosportcarrière in het karting in 2014, waarin hij tot 2017 actief was. 

### 2020
In 2020 maakte hij zijn debuut in de GT4 CS-klasse van de Porsche Sprint Challenge Benelux. Met elf zeges uit twaalf races werd hij overtuigend kampioen in de klasse. Aan het eind van het jaar nam hij deel aan de seizoensfinale van de GT4 European Series, waarin hij in de Silver Cup-klasse uitkwam voor het team Selleslagh Racing Team. Op het Circuit Paul Ricard eindigde hij de races respectievelijk als zevende en vijfde.

### 2021
In 2021 reed Vermeulen in de Porsche Carrera Cup Benelux bij het Team GP Elite. Hij behaalde een overwinning en stond daarnaast nog twee keer op het podium. Met 114 punten werd hij zesde in de eindstand. Ook nam hij deel aan twee races van de 24H GT Series voor de teams MRS GT-Racing en Red Camel-Jordans.nl op de Hockenheimring Baden-Württemberg en het Circuit de Barcelona-Catalunya. V

### 2022
In de winter van 2021 op 2022 reed Vermeulen in de Porsche Sprint Challenge Middle East voor GP Elite, waarin hij met vijf podiumfinishes twaalfde werd. Na zijn eerste GT3-optreden tijdens de Kyalami 9 Hours op het Kyalami Grand Prix Circuit van de Intercontinental GT Challenge bij het team High Class Racing with WRT maakte Vermeulen in februari de overstap naar de categorie met een campagne in de ADAC GT Masters met een Audi R8 LMS Evo II die hij deelde met Mattia Drudi voor het team Car Collection Motorsport. Het duo behaalde een podiumfinish op het Circuit Zandvoort, maar kwam in de rest van het seizoen nooit verder dan een zevende plaats. Met 51 punten eindigden zij op plaats 23 in het kampioenschap. Desondanks had Vermeulen het hele jaar zijn snelheid verbeterd dankzij de coaching van zijn teamgenoot, volgens teammanager Denis Ferlemann. Verder nam hij deel aan de 24 uur van Dubai, waarin hij tweede werd in de 992 Pro-klasse. Tevens reed hij in de laatste twee races in de GT World Challenge Europe Endurance Cup bij het team Tresor by Car Collection en deelde een Audi R8 LMS Evo II met Lorenzo Patrese en Hugo Valente.

### 2023
In 2023 reed Vermeulen een dubbel programma. Hij nam deel aan zijn eerste volledige seizoen in de GT World Challenge Europe Sprint Cup met Albert Costa als teamgenoot bij het team Emil Frey Racing. Voor hetzelfde team reed hij in 2023 ook in de Deutsche Tourenwagen-Masters samen met teamgenoot Jack Aitken. In beide kampioenschappen reed Vermeulen in een Ferrari 296 GT3. In de GT-serie serie behaalde hij samen met Costa drie podiumplaatsen aan het einde van het seizoen inclusief een tweede plaats op het circuit van Zandvoort. Vermeulen miste nog een podium toen hij werd bestraft voor een botsing met Dries Vanthoor in de laatste bocht op de Hockenheimring, wat resulteerde in de vierde plaats in het kampioenschap. In de DTM-klasse had de Nederlander moeite om gelijke tred te houden met zijn teamgenoot Jack Aitken, hoewel hij in de tweede helft van het seizoen regelmatig in de top-tien eindigde, waardoor hij 16e werd met een vijfde plaats als beste resultaat op de Sachsenring.

### 2024
Ook in het DTM seizoen 2024 rijdt Vermeulen voor het team Emil Frey Racing en hij doet wederom mee in de GT World Challenge Europe Sprint Cup, dit keer als teamgenoot van Giacomo Altoè. Tijdens de openingsronde van de DTM in Oschersleben kwam de Nederlander in botsing met René Rast, wat resulteerde in een woedende Vermeulen die de Duitser de middelvinger toonde - hij kreeg later een berisping voor het veroorzaken van de botsing en een waarschuwing voor het gebaar.